# Luka Sučić
Luka Sučić, född 8 september 2002 i Linz, Österrike, är en kroatisk fotbollsspelare som spelar för Real Sociedad och Kroatiens landslag.

## Klubbkarriär
Den 2 augusti 2024 värvades Sučić av Real Sociedad, där han skrev på ett femårskontrakt.

## Landslagskarriär
Sučić debuterade för Kroatiens landslag den 11 oktober 2021 i en 2–2-match mot Slovakien. I november 2022 blev Sučić uttagen i Kroatiens trupp till VM 2022.

## Privatliv
Sučić föddes i Linz till bosnienkroatiska föräldrar från Bugojno som hade flytt från Bosnienkriget. Trots att han är född i Linz har han inte österrikiskt medborgarskap.

## Meriter
Red Bull Salzburg
- Vinnare av Österreichische Bundesliga: 2020/2021, 2021/2022, 2022/2023
- Vinnare av ÖFB-Cup: 2020/2021, 2021/2022